# Eupithecia inculta
Eupithecia inculta là một loài bướm đêm trong họ Geometridae.